# Neffiès
Neffiès är en kommun i departementet Hérault i regionen Occitanien i södra Frankrike. Kommunen ligger i kantonen Roujan som tillhör arrondissementet Béziers. År 2022 hade Neffiès 1 018 invånare.

## Befolkningsutveckling
Antalet invånare i kommunen Neffiès
Referens:INSEE